# Klyment Kwitka

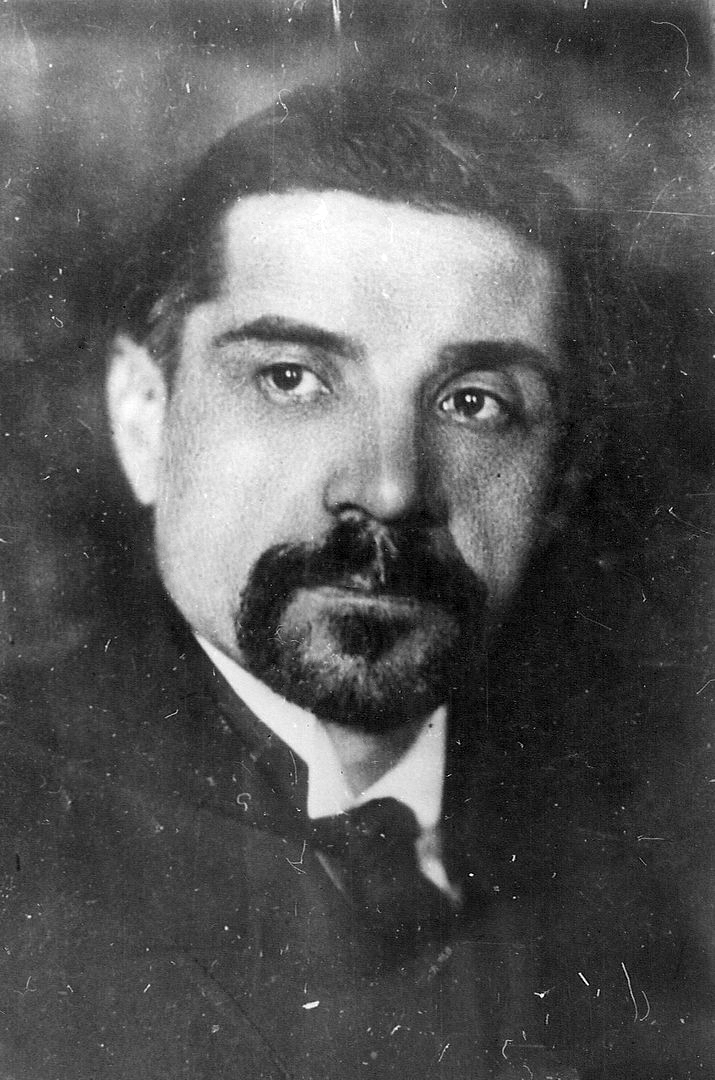
Klyment Kwitka (1920)

Klyment Wassyljowytsch Kwitka (ukrainisch Климент Васильович Квітка, * 4. Februar 1880 in Chmeliw; † 19. September 1953 in Moskau) war ein sowjetisch-ukrainischer Jurist, Folklorist und Musikwissenschaftler.

## Biografie
Von 1895 bis 1896 studierte er an einer Kiewer Musikschule. 1902 schloss er sein Studium an der juristischen Fakultät der Wladimir-Universität ab. 1905 wurde er zum stellvertretenden Sekretär der 8. Abteilung des Kiewer Bezirksgerichts ernannt. Von Februar bis Juni 1906 arbeitete er unter dem Untersuchungsrichter des 3. Bezirks des Gerichtsbezirks Tscherkassy. Von November 1906 bis Februar 1907 arbeitete er unter dem Vorsitzenden des Friedensrichterkongresses des Bezirks Radomyschl. Im September 1907 trat er zurück. Zusammen mit seiner Ehefrau Lessja Ukrajinka zog er auf die Krim und später in den Kaukasus.
Im Februar 1908 wurde er zum stellvertretenden Untersuchungsbeamten des Bezirks Jalta des Gouvernements Taurien ernannt. Ab Februar 1916 war er Friedensrichter des Gerichtsbezirks Tschyhyryn. Ab September 1917 war er Mitarbeiter der Kodifikationsabteilung des Justizsekretariats. Ab November war er Stellvertreter des Generalsekretärs für Justizangelegenheiten der Ukrainischen Volksrepublik (UNR). Im März 1918 wurde er zum Stellvertreter des Justizministers der UNR ernannt. Von Mai bis Oktober 1918, während der Zeit des Ukrainischen Staates, leitete Kwitka die lexikografische Abteilung der Kommission für Rechtsterminologie. 1919 war er stellvertretender Vorsitzender der ethnografischen Abteilung der Ukrainischen wissenschaftlichen Gesellschaft.
Von 1920 bis 1921 war er Mitarbeiter der Akademie der Wissenschaften der Ukraine und bearbeitete dort individuelle wissenschaftliche Aufgaben. Gleichzeitig lehrte er am Kiewer M. W. Lysenko-Institut für Musik und Theater. 1922 gründete und leitete er das Kabinett für Musikethnographie der Ethnographischen- und Folklorekommission der Akademie der Wissenschaften.
Kwitka nahm über 6000, hauptsächlich ukrainische, Volkslieder auf. Er sammelte und erforschte verschiedene Liedgenres der slawischen Volksmusik. Er war Autor mehrerer juristischer Werke sowie von Werken zur Theorie und Geschichte der Folklore, darunter Rhythmische Parallelen im Liedgut slawischer Völker (1923). Er nahm über 200 ukrainische Volkslieder mit der Stimme von Lessja Ukrajinka in seinem zweiteiligen Werk Volksmelodien mit der Stimme von Lessja Ukrajinka (1917–1918) sowie 32 Lieder mit der Stimme von Iwan Franko auf.
Während des Prozesses des Bunds zur Befreiung der Ukraine stand Kwitka unter der Aufsicht des NKWD. 1933 wurde er seines Amtes enthoben und verhaftet. Er wurde der Kollaboration mit ukrainischen bürgerlichen Nationalisten beschuldigt und blieb anderthalb Monate inhaftiert. Im selben Jahr zog er nach Moskau. Seitdem war er Professor am Moskauer Konservatorium. 1934 wurde er erneut verhaftet. Diesmal wurde ihm vorgeworfen, ein „russischer Nationalfaschist“ zu sein und er wurde nach Karlag verbannt. 1936 wurde er vorzeitig entlassen, weil er Gerüchten zufolge die Tochter des Lagerkommandanten hervorragend auf ihre Universitätszulassung in Englisch vorbereitet hatte. Er wurde wieder am Konservatorium eingesetzt und blieb bis zu seinem Tod in dieser Position.
Ab 1937 leitete er das auf seine Initiative hin gegründete Büro für das Studium des musikalischen Schaffens der Völker der Sowjetunion. Er starb am 19. September 1953 in Moskau und wurde auf dem Wagankowoer Friedhof begraben. Vor seinem Tod wollte er in die Ukraine zurückkehren, was ihm jedoch verweigert wurde.